# Улица Абдымомунова
У́лица Абдымому́нова (кирг. Абдумомунов көчөсү, под влиянием кыргызского написания в русском также встречается вариант у́лица Абдумому́нова) — улица в центре Бишкека — столицы Кыргызстана.

## География
Улица проходит с востока на запад по территории Свердловского, Первомайского и Ленинского районов столицы, пересекая значительную часть её культурно-исторического центра. Идёт параллельно главному городскому проспекту Чуй. Состоит из нескольких отдельных участков, разрывающихся различными препятствиями — парками, рекой, и т. д. Первый участок начинается от улицы Курманжан Датка в районе частного сектора, пересекает Западную улицу и заканчивается на правом берегу реки Аламедин у перекрёстка с улицей Торекула Айтматова. Продолжается в километре к западу от этого места, где проходит второй участок улицы Абдымомунова, соединяющий улицы Абдрахманова, Тыныстанова, Раззакова и Панфилова. Затем разрывается территорией парка имени Панфилова и стадиона имени Д. Омурзакова. Последующие участки улицы Абдымомунова ограничены улицами Тоголок Молдо и Уметалиева, Тимирязева и Калыка Акиева, Ала-Арчинской и Бобулова соответственно. Суммарная длина проезжих участков улицы составляет около 3 километров 300 метров.

## История
До революции улица называлась Уездной по располагавшемуся на месте нынешней гостиницы «Кыргызстан» зданию управления Пишпекского уезда. В 1924 году была переименована в Кошчийную в честь союза декхан «Кошчу». В 1934 году улица была переименована вновь и получила имя Сергея Мироновича Кирова, которое сохранялось до распада Советского Союза. После получения Кыргызстаном независимости улица получила своё сегодняшнее название в честь писателя и драматурга Токтоболота Абдумомунова.

## Застройка
На разных участках улицы доминируют разные типы застройки — встречаются и частные дома, и советские многоэтажки, и современные здания. Участок улицы Абдымомунова между улицами Абдрахманова и Панфилова относится к культурно-политическому центру города, на нём расположено значительное количество учреждений государственного значения.
- дом 193 — редакция газеты «Эркин Тоо»
- дом 195 — офис золотодобывающей компании «Кыргызалтын»
- дом 197 — национальный центр детей и юношества «Сейтек»
- дом 205 — Верхновый суд Кыргызской Республики
- дом 207 — Правительство Кыргызской Республики
- дом 220 — здание средней школы № 3 города Фрунзе, памятник конструктивизма
- дом 220А — ресторан Frunze
- дом 222 — Кыргызский национальный академический драматический театр имени Т. Абдумомунова
- дом 328 — Лабораторный корпус 
Кыргызского национального университета имени Жусупа Баласагына